# Coupe d'Allemagne de football 2018-2019
Navigation
Édition précédente Édition suivante
La Coupe d'Allemagne de football 2018-2019 est la 76e édition de la Coupe d'Allemagne de football (DFB-Pokal) dont le tenant du titre est l'Eintracht Francfort qui est éliminé dès le premier tour par une équipe de 4e division.
Le vainqueur reçoit une place pour la phase de groupes de la Ligue Europa 2019-2020, dans la mesure où il n'est pas qualifié pour la Ligue des champions par l'intermédiaire des quatre premières places du championnat. Dans ce cas, la place reviendrait au club classé septième du championnat.
La compétition débute avec le premier tour le 17 août 2018 et se clôt par la finale, le 25 mai 2019, à l'Olympiastadion Berlin.

## Calendrier
| Tour | Nom                 | Dates retenues                         | Équipes participantes | Équipes gagnantes |
| 1    | Premier tour        | Du 17 août 2018 au 20 août 2018        | 64                    | 32                |
| 2    | Deuxième tour       | Les 30 octobre 2018 et 31 octobre 2018 | 32                    | 16                |
| 3    | Huitièmes de finale | Les 5 février 2019 et 6 février 2019   | 16                    | 8                 |
| 4    | Quarts de finale    | Les 2 avril 2019 et 3 avril 2019       | 8                     | 4                 |
| 5    | Demi-finale         | Les 23 avril 2019 et 24 avril 2019     | 4                     | 2                 |
| 6    | Finale              | Le 25 mai 2019                         | 2                     | 1                 |

## Clubs participants
| Par les championnats nationaux | Par les championnats nationaux | Par les championnats nationaux | Par les championnats nationaux | Par les championnats nationaux | Par les championnats nationaux | Par les championnats nationaux | Par les championnats nationaux | Par les championnats nationaux | Par les championnats nationaux | Par les championnats nationaux | Par les championnats nationaux |
| --- | --- | --- | --- | --- | --- | --- | --- | --- | --- | --- | --- |
| - 18 clubs de Bundesliga 2017-2018 : - Bayern Munich - RB Leipzig - Borussia Dortmund - Hoffenheim - FC Cologne - Hertha Berlin - SC Fribourg - Werder Brême - Borussia Mönchengladbach - Schalke 04 - Eintracht Francfort - Bayer Leverkusen - FC Augsburg - Hambourg SV - FSV Mayence - VfL Wolfsburg - VfB Stuttgart - Hanovre 96 | - 18 clubs de Bundesliga 2017-2018 : - Bayern Munich - RB Leipzig - Borussia Dortmund - Hoffenheim - FC Cologne - Hertha Berlin - SC Fribourg - Werder Brême - Borussia Mönchengladbach - Schalke 04 - Eintracht Francfort - Bayer Leverkusen - FC Augsburg - Hambourg SV - FSV Mayence - VfL Wolfsburg - VfB Stuttgart - Hanovre 96 | - 18 clubs de Bundesliga 2017-2018 : - Bayern Munich - RB Leipzig - Borussia Dortmund - Hoffenheim - FC Cologne - Hertha Berlin - SC Fribourg - Werder Brême - Borussia Mönchengladbach - Schalke 04 - Eintracht Francfort - Bayer Leverkusen - FC Augsburg - Hambourg SV - FSV Mayence - VfL Wolfsburg - VfB Stuttgart - Hanovre 96 | - 18 clubs de Bundesliga 2017-2018 : - Bayern Munich - RB Leipzig - Borussia Dortmund - Hoffenheim - FC Cologne - Hertha Berlin - SC Fribourg - Werder Brême - Borussia Mönchengladbach - Schalke 04 - Eintracht Francfort - Bayer Leverkusen - FC Augsburg - Hambourg SV - FSV Mayence - VfL Wolfsburg - VfB Stuttgart - Hanovre 96 | - 18 clubs de 2. Bundesliga 2017-2018 : - Eintracht Brunswick - Union Berlin - Dynamo Dresden - Greuther Fürth - VfL Bochum - FC Heidenheim - FC Sankt Pauli - FC Nuremberg - SV Sandhausen - Fortuna Düsseldorf - Erzgebirge Aue - FC Kaiserslautern - Arminia Bielefeld - SSV Jahn Ratisbonne - Holstein Kiel - MSV Duisbourg - FC Ingolstadt - SV Darmstadt | - 18 clubs de 2. Bundesliga 2017-2018 : - Eintracht Brunswick - Union Berlin - Dynamo Dresden - Greuther Fürth - VfL Bochum - FC Heidenheim - FC Sankt Pauli - FC Nuremberg - SV Sandhausen - Fortuna Düsseldorf - Erzgebirge Aue - FC Kaiserslautern - Arminia Bielefeld - SSV Jahn Ratisbonne - Holstein Kiel - MSV Duisbourg - FC Ingolstadt - SV Darmstadt | - 18 clubs de 2. Bundesliga 2017-2018 : - Eintracht Brunswick - Union Berlin - Dynamo Dresden - Greuther Fürth - VfL Bochum - FC Heidenheim - FC Sankt Pauli - FC Nuremberg - SV Sandhausen - Fortuna Düsseldorf - Erzgebirge Aue - FC Kaiserslautern - Arminia Bielefeld - SSV Jahn Ratisbonne - Holstein Kiel - MSV Duisbourg - FC Ingolstadt - SV Darmstadt | - 18 clubs de 2. Bundesliga 2017-2018 : - Eintracht Brunswick - Union Berlin - Dynamo Dresden - Greuther Fürth - VfL Bochum - FC Heidenheim - FC Sankt Pauli - FC Nuremberg - SV Sandhausen - Fortuna Düsseldorf - Erzgebirge Aue - FC Kaiserslautern - Arminia Bielefeld - SSV Jahn Ratisbonne - Holstein Kiel - MSV Duisbourg - FC Ingolstadt - SV Darmstadt | - 4 premiers de 3. Liga 2017-2018 : - SC Paderborn 07 - FC Magdebourg - Karlsruher SC - SV Wehen Wiesbaden | - 4 premiers de 3. Liga 2017-2018 : - SC Paderborn 07 - FC Magdebourg - Karlsruher SC - SV Wehen Wiesbaden | - 4 premiers de 3. Liga 2017-2018 : - SC Paderborn 07 - FC Magdebourg - Karlsruher SC - SV Wehen Wiesbaden | - 4 premiers de 3. Liga 2017-2018 : - SC Paderborn 07 - FC Magdebourg - Karlsruher SC - SV Wehen Wiesbaden |
| Par ligues régionales | | | | | | | | | | | |
| - 1. CfR Pforzheim Vainqueur de la coupe du pays de Bade 2017-2018 - 1. FC Schweinfurt 05 Vainqueur de la coupe du pays de Bavière 2017-2018 - 1860 MunichChampion de Regionalliga Bavière 2017-2018 - FC Energie Cottbus Vainqueur de la coupe de Brandebourg 2017-2018 - BSC Hastedt Vainqueur de la coupe de Brême 2017-2018 - TuS Dassendorf Vainqueur de la coupe de Hambourg 2017-2018 - TSV Steinbach Haiger Vainqueur de la coupe de Hesse 2017-2018 - FC Hansa Rostock Vainqueur de la coupe de Mecklembourg-Poméranie-Occidentale 2017-2018 - FC Viktoria Cologne 1904 Vainqueur de la coupe du Rhin moyen 2017-2018 - SC Rot-Weiss Oberhausen Finaliste de la coupe du bas Rhin 2017-2018 - SV Drochtersen/Assel Vainqueur de la coupe de Basse-Saxe 2017-2018 - SSV Jeddeloh Finaliste de la coupe de Basse-Saxe 2017-2018 | - 1. CfR Pforzheim Vainqueur de la coupe du pays de Bade 2017-2018 - 1. FC Schweinfurt 05 Vainqueur de la coupe du pays de Bavière 2017-2018 - 1860 MunichChampion de Regionalliga Bavière 2017-2018 - FC Energie Cottbus Vainqueur de la coupe de Brandebourg 2017-2018 - BSC Hastedt Vainqueur de la coupe de Brême 2017-2018 - TuS Dassendorf Vainqueur de la coupe de Hambourg 2017-2018 - TSV Steinbach Haiger Vainqueur de la coupe de Hesse 2017-2018 - FC Hansa Rostock Vainqueur de la coupe de Mecklembourg-Poméranie-Occidentale 2017-2018 - FC Viktoria Cologne 1904 Vainqueur de la coupe du Rhin moyen 2017-2018 - SC Rot-Weiss Oberhausen Finaliste de la coupe du bas Rhin 2017-2018 - SV Drochtersen/Assel Vainqueur de la coupe de Basse-Saxe 2017-2018 - SSV Jeddeloh Finaliste de la coupe de Basse-Saxe 2017-2018 | - 1. CfR Pforzheim Vainqueur de la coupe du pays de Bade 2017-2018 - 1. FC Schweinfurt 05 Vainqueur de la coupe du pays de Bavière 2017-2018 - 1860 MunichChampion de Regionalliga Bavière 2017-2018 - FC Energie Cottbus Vainqueur de la coupe de Brandebourg 2017-2018 - BSC Hastedt Vainqueur de la coupe de Brême 2017-2018 - TuS Dassendorf Vainqueur de la coupe de Hambourg 2017-2018 - TSV Steinbach Haiger Vainqueur de la coupe de Hesse 2017-2018 - FC Hansa Rostock Vainqueur de la coupe de Mecklembourg-Poméranie-Occidentale 2017-2018 - FC Viktoria Cologne 1904 Vainqueur de la coupe du Rhin moyen 2017-2018 - SC Rot-Weiss Oberhausen Finaliste de la coupe du bas Rhin 2017-2018 - SV Drochtersen/Assel Vainqueur de la coupe de Basse-Saxe 2017-2018 - SSV Jeddeloh Finaliste de la coupe de Basse-Saxe 2017-2018 | - 1. CfR Pforzheim Vainqueur de la coupe du pays de Bade 2017-2018 - 1. FC Schweinfurt 05 Vainqueur de la coupe du pays de Bavière 2017-2018 - 1860 MunichChampion de Regionalliga Bavière 2017-2018 - FC Energie Cottbus Vainqueur de la coupe de Brandebourg 2017-2018 - BSC Hastedt Vainqueur de la coupe de Brême 2017-2018 - TuS Dassendorf Vainqueur de la coupe de Hambourg 2017-2018 - TSV Steinbach Haiger Vainqueur de la coupe de Hesse 2017-2018 - FC Hansa Rostock Vainqueur de la coupe de Mecklembourg-Poméranie-Occidentale 2017-2018 - FC Viktoria Cologne 1904 Vainqueur de la coupe du Rhin moyen 2017-2018 - SC Rot-Weiss Oberhausen Finaliste de la coupe du bas Rhin 2017-2018 - SV Drochtersen/Assel Vainqueur de la coupe de Basse-Saxe 2017-2018 - SSV Jeddeloh Finaliste de la coupe de Basse-Saxe 2017-2018 | - 1. CfR Pforzheim Vainqueur de la coupe du pays de Bade 2017-2018 - 1. FC Schweinfurt 05 Vainqueur de la coupe du pays de Bavière 2017-2018 - 1860 MunichChampion de Regionalliga Bavière 2017-2018 - FC Energie Cottbus Vainqueur de la coupe de Brandebourg 2017-2018 - BSC Hastedt Vainqueur de la coupe de Brême 2017-2018 - TuS Dassendorf Vainqueur de la coupe de Hambourg 2017-2018 - TSV Steinbach Haiger Vainqueur de la coupe de Hesse 2017-2018 - FC Hansa Rostock Vainqueur de la coupe de Mecklembourg-Poméranie-Occidentale 2017-2018 - FC Viktoria Cologne 1904 Vainqueur de la coupe du Rhin moyen 2017-2018 - SC Rot-Weiss Oberhausen Finaliste de la coupe du bas Rhin 2017-2018 - SV Drochtersen/Assel Vainqueur de la coupe de Basse-Saxe 2017-2018 - SSV Jeddeloh Finaliste de la coupe de Basse-Saxe 2017-2018 | - 1. CfR Pforzheim Vainqueur de la coupe du pays de Bade 2017-2018 - 1. FC Schweinfurt 05 Vainqueur de la coupe du pays de Bavière 2017-2018 - 1860 MunichChampion de Regionalliga Bavière 2017-2018 - FC Energie Cottbus Vainqueur de la coupe de Brandebourg 2017-2018 - BSC Hastedt Vainqueur de la coupe de Brême 2017-2018 - TuS Dassendorf Vainqueur de la coupe de Hambourg 2017-2018 - TSV Steinbach Haiger Vainqueur de la coupe de Hesse 2017-2018 - FC Hansa Rostock Vainqueur de la coupe de Mecklembourg-Poméranie-Occidentale 2017-2018 - FC Viktoria Cologne 1904 Vainqueur de la coupe du Rhin moyen 2017-2018 - SC Rot-Weiss Oberhausen Finaliste de la coupe du bas Rhin 2017-2018 - SV Drochtersen/Assel Vainqueur de la coupe de Basse-Saxe 2017-2018 - SSV Jeddeloh Finaliste de la coupe de Basse-Saxe 2017-2018 | - Rot Weiss Coblence Vainqueur de la coupe de Rhénanie 2017-2018 - SV Elversberg Vainqueur de la coupe de Sarre 2017-2018 - BSG Chemie Leipzig Vainqueur de la coupe de Saxe 2017-2018 - 1. FC Lok Stendal Vainqueur de la coupe de Saxe-Anhalt 2017-2018 - SC Weiche Flensbourg 08 Vainqueur de la coupe du Schleswig-Holstein 2017-2018 - SV Linx Vainqueur de la coupe du pays de Bade du sud 2017-2018 - VfR Wormatia Worms Vainqueur de la coupe du Sud-Ouest 2017-2018 - FC Carl Zeiss Iéna Vainqueur de la coupe de Thuringe 2017-2018 - BFC Dynamo Vainqueur de la coupe de Berlin 2017-2018 - SV Rödinghausen Vainqueur de la coupe de Westphalie 2017-2018 - TuS Erndtebrück Finaliste de la coupe de Westphalie 2017-2018 - SSV Ulm Vainqueur de la coupe de Wurtemberg 2017-2018 | - Rot Weiss Coblence Vainqueur de la coupe de Rhénanie 2017-2018 - SV Elversberg Vainqueur de la coupe de Sarre 2017-2018 - BSG Chemie Leipzig Vainqueur de la coupe de Saxe 2017-2018 - 1. FC Lok Stendal Vainqueur de la coupe de Saxe-Anhalt 2017-2018 - SC Weiche Flensbourg 08 Vainqueur de la coupe du Schleswig-Holstein 2017-2018 - SV Linx Vainqueur de la coupe du pays de Bade du sud 2017-2018 - VfR Wormatia Worms Vainqueur de la coupe du Sud-Ouest 2017-2018 - FC Carl Zeiss Iéna Vainqueur de la coupe de Thuringe 2017-2018 - BFC Dynamo Vainqueur de la coupe de Berlin 2017-2018 - SV Rödinghausen Vainqueur de la coupe de Westphalie 2017-2018 - TuS Erndtebrück Finaliste de la coupe de Westphalie 2017-2018 - SSV Ulm Vainqueur de la coupe de Wurtemberg 2017-2018 | - Rot Weiss Coblence Vainqueur de la coupe de Rhénanie 2017-2018 - SV Elversberg Vainqueur de la coupe de Sarre 2017-2018 - BSG Chemie Leipzig Vainqueur de la coupe de Saxe 2017-2018 - 1. FC Lok Stendal Vainqueur de la coupe de Saxe-Anhalt 2017-2018 - SC Weiche Flensbourg 08 Vainqueur de la coupe du Schleswig-Holstein 2017-2018 - SV Linx Vainqueur de la coupe du pays de Bade du sud 2017-2018 - VfR Wormatia Worms Vainqueur de la coupe du Sud-Ouest 2017-2018 - FC Carl Zeiss Iéna Vainqueur de la coupe de Thuringe 2017-2018 - BFC Dynamo Vainqueur de la coupe de Berlin 2017-2018 - SV Rödinghausen Vainqueur de la coupe de Westphalie 2017-2018 - TuS Erndtebrück Finaliste de la coupe de Westphalie 2017-2018 - SSV Ulm Vainqueur de la coupe de Wurtemberg 2017-2018 | - Rot Weiss Coblence Vainqueur de la coupe de Rhénanie 2017-2018 - SV Elversberg Vainqueur de la coupe de Sarre 2017-2018 - BSG Chemie Leipzig Vainqueur de la coupe de Saxe 2017-2018 - 1. FC Lok Stendal Vainqueur de la coupe de Saxe-Anhalt 2017-2018 - SC Weiche Flensbourg 08 Vainqueur de la coupe du Schleswig-Holstein 2017-2018 - SV Linx Vainqueur de la coupe du pays de Bade du sud 2017-2018 - VfR Wormatia Worms Vainqueur de la coupe du Sud-Ouest 2017-2018 - FC Carl Zeiss Iéna Vainqueur de la coupe de Thuringe 2017-2018 - BFC Dynamo Vainqueur de la coupe de Berlin 2017-2018 - SV Rödinghausen Vainqueur de la coupe de Westphalie 2017-2018 - TuS Erndtebrück Finaliste de la coupe de Westphalie 2017-2018 - SSV Ulm Vainqueur de la coupe de Wurtemberg 2017-2018 | - Rot Weiss Coblence Vainqueur de la coupe de Rhénanie 2017-2018 - SV Elversberg Vainqueur de la coupe de Sarre 2017-2018 - BSG Chemie Leipzig Vainqueur de la coupe de Saxe 2017-2018 - 1. FC Lok Stendal Vainqueur de la coupe de Saxe-Anhalt 2017-2018 - SC Weiche Flensbourg 08 Vainqueur de la coupe du Schleswig-Holstein 2017-2018 - SV Linx Vainqueur de la coupe du pays de Bade du sud 2017-2018 - VfR Wormatia Worms Vainqueur de la coupe du Sud-Ouest 2017-2018 - FC Carl Zeiss Iéna Vainqueur de la coupe de Thuringe 2017-2018 - BFC Dynamo Vainqueur de la coupe de Berlin 2017-2018 - SV Rödinghausen Vainqueur de la coupe de Westphalie 2017-2018 - TuS Erndtebrück Finaliste de la coupe de Westphalie 2017-2018 - SSV Ulm Vainqueur de la coupe de Wurtemberg 2017-2018 | - Rot Weiss Coblence Vainqueur de la coupe de Rhénanie 2017-2018 - SV Elversberg Vainqueur de la coupe de Sarre 2017-2018 - BSG Chemie Leipzig Vainqueur de la coupe de Saxe 2017-2018 - 1. FC Lok Stendal Vainqueur de la coupe de Saxe-Anhalt 2017-2018 - SC Weiche Flensbourg 08 Vainqueur de la coupe du Schleswig-Holstein 2017-2018 - SV Linx Vainqueur de la coupe du pays de Bade du sud 2017-2018 - VfR Wormatia Worms Vainqueur de la coupe du Sud-Ouest 2017-2018 - FC Carl Zeiss Iéna Vainqueur de la coupe de Thuringe 2017-2018 - BFC Dynamo Vainqueur de la coupe de Berlin 2017-2018 - SV Rödinghausen Vainqueur de la coupe de Westphalie 2017-2018 - TuS Erndtebrück Finaliste de la coupe de Westphalie 2017-2018 - SSV Ulm Vainqueur de la coupe de Wurtemberg 2017-2018 |

Les ligues avec le grand nombre d'équipes ont chacune deux représentants (Bavière, Basse-Saxe et Westphalie)

## Résultats

### Premier tour
Le premier tour se déroule du 17 au 20 août 2018. Le tirage au sort a été effectué le 8 juin 2018.
| Club recevant            | Score                | Club visiteur            |
| ------------------------ | -------------------- | ------------------------ |
| 1. FC Schweinfurt 05     | 0-2                  | Schalke 04               |
| SV Wehen Wiesbaden       | 3-2 ap               | FC Sankt Pauli           |
| FC Magdebourg            | 0-1                  | SV Darmstadt             |
| SV Elversberg            | 0-1                  | VfL Wolfsburg            |
| FC Kaiserslautern        | 1-6                  | Hoffenheim               |
| CfR Pforzheim            | 0-1                  | Bayer Leverkusen         |
| SV Linx                  | 1-2                  | FC Nuremberg             |
| VfR Wormatia Worms       | 1-6                  | Werder Brême             |
| SV Rödinghausen          | 3-2 ap               | Dynamo Dresden           |
| SSV Ulm                  | 2-1                  | Eintracht Francfort      |
| SV Drochtersen/Assel     | 0-1                  | Bayern Munich            |
| TuS Dassendorf           | 0-1                  | MSV Duisbourg            |
| TuS Erndtebrück          | 3-5                  | Hambourg SV              |
| Erzgebirge Aue           | 1-3                  | FSV Mayence              |
| SC Rot-Weiss Oberhausen  | 0-6                  | SV Sandhausen            |
| FC Hansa Rostock         | 2-0                  | VfB Stuttgart            |
| BFC Dynamo               | 1-9                  | FC Cologne               |
| Karlsruher SC            | 0-6                  | Hanovre 96               |
| TSV Steinbach Haiger     | 1-2                  | FC Augsburg              |
| FC Viktoria Cologne 1904 | 1-3                  | RB Leipzig               |
| 1. FC Lok Stendal        | 0-5                  | Arminia Bielefeld        |
| SC Weiche Flensbourg 08  | 1-0                  | VfL Bochum               |
| SSV Jeddeloh             | 2-5                  | FC Heidenheim            |
| Rot Weiss Coblence       | 0-5                  | Fortuna Düsseldorf       |
| BSG Chemie Leipzig       | 2-1                  | SSV Jahn Ratisbonne      |
| BSC Hastedt              | 1-11                 | Borussia Mönchengladbach |
| 1860 Munich              | 1-3                  | Holstein Kiel            |
| FC Carl Zeiss Iéna       | 2-4                  | Union Berlin             |
| Eintracht Brunswick      | 1-2                  | Hertha Berlin            |
| FC Energie Cottbus       | 2 - 2 ap (3 - 5 tab) | SC Fribourg              |
| SC Paderborn             | 2-1                  | FC Ingolstadt            |
| Greuther Fürth           | 1-2 ap               | Borussia Dortmund        |

### Deuxième tour
Le deuxième tour se déroule du 30 au 31 octobre 2018. Le tirage au sort est effectué  le 26 août 2018.
| Club recevant            | Score            | Club visiteur      |
| ------------------------ | ---------------- | ------------------ |
| SV Rödinghausen          | 1-2              | Bayern Munich      |
| FC Augsburg              | 3-2 ap           | FSV Mayence        |
| FC Heidenheim            | 3-0              | SV Sandhausen      |
| SV Wehen Wiesbaden       | 0-3              | Hambourg SV        |
| SV Darmstadt             | 0-2              | Hertha Berlin      |
| Hanovre 96               | 0-2              | VfL Wolfsburg      |
| SSV Ulm                  | 1-5              | Fortuna Düsseldorf |
| BSG Chemie Leipzig       | 0-3              | SC Paderborn       |
| FC Hansa Rostock         | 2-2 ap (2-4 tab) | FC Nuremberg       |
| Holstein Kiel            | 2-1              | SC Fribourg        |
| FC Cologne               | 1-1 ap (5-6tab)  | Schalke 04         |
| SC Weiche Flensbourg 08  | 1-5              | Werder Brême       |
| Arminia Bielefeld        | 0-3              | MSV Duisbourg      |
| RB Leipzig               | 2-0              | Hoffenheim         |
| Borussia Mönchengladbach | 0-5              | Bayer Leverkusen   |
| Borussia Dortmund        | 3-2 ap           | Union Berlin       |

### Huitièmes de finale
Les huitièmes de finale se déroulent les 5 et 6 février 2019. Le tirage au sort sera effectué  le 4 novembre 2018.
| Club recevant     | Score             | Club visiteur      |
| ----------------- | ----------------- | ------------------ |
| Hambourg SV       | 1-0               | FC Nuremberg       |
| FC Heidenheim     | 2-1               | Bayer Leverkusen   |
| Borussia Dortmund | 3-3 ap (2- 4 tab) | Werder Brême       |
| MSV Duisbourg     | 1-3               | SC Paderborn       |
| RB Leipzig        | 1-0               | VfL Wolfsburg      |
| Holstein Kiel     | 0-1               | FC Augsburg        |
| Hertha Berlin     | 2-3 ap            | Bayern Munich      |
| Schalke 04        | 4-1               | Fortuna Düsseldorf |

### Quarts de finale
Les quarts de finale se déroulent les 2 et 3 avril 2019. Le tirage au sort sera effectué le 10 février 2019.
| Club recevant | Score  | Club visiteur |
| ------------- | ------ | ------------- |
| SC Paderborn  | 0-2    | Hambourg SV   |
| FC Augsbourg  | 1-2 ap | RB Leipzig    |
| Schalke 04    | 0-2    | Werder Brême  |
| Bayern Munich | 5-4    | FC Heidenheim |

### Demi-finales
Les demi-finales se déroulent les 23 et 24 avril 2019. Le tirage au sort sera effectué le 7 avril 2019.
| Club recevant | Score | Club visiteur |
| ------------- | ----- | ------------- |
| Hambourg SV   | 1-3   | RB Leipzig    |
| Werder Brême  | 2-3   | Bayern Munich |

## Finale
| 25 mai 2019 | RB Leipzig   | 0 - 3   | Bayern Munich                                 | Olympiastadion, Berlin                               |                                                      |
| 20h00 CEST  |              | (0 - 1) | Lewandowski 29e · Coman 78e · Lewandowski 85e | Spectateurs : 74 322 Arbitrage : Tobias Stieler (de) | Spectateurs : 74 322 Arbitrage : Tobias Stieler (de) |
| 20h00 CEST  | Rapport (de) |         |                                               | Spectateurs : 74 322 Arbitrage : Tobias Stieler (de) | Spectateurs : 74 322 Arbitrage : Tobias Stieler (de) |